# Panzergruppe Guderian
Le Panzergruppe Guderian  est une unité de la taille d'une armée allemande qui a servi dans la Wehrmacht pendant la Seconde Guerre mondiale.
Le Panzergruppe Guderian est renommé XIX. Armeekorps en juin 1940 et formera plus tard la 2. Panzer-Armee.

## Organisation

### Commandant
| Début       | fin          | Grade         | Commandant     |
| ----------- | ------------ | ------------- | -------------- |
| 5 juin 1940 | 30 juin 1940 | Generaloberst | Heinz Guderian |

## Zones d'opérations
- France : Juin 1940

## Ordres de bataille
28 mai 1940
- Stab
- XXXIX. Armeekorps
  - 1. Panzer-Division
  - 2. Panzer-Division
  - 29. Infanterie-Division (Mot.)
- XLI. Armeekoprs
  - 6. Panzer-Division
  - 8. Panzer-Division
  - 20. Infanterie-Division (Mot.)